# Nassarawa
Nasarawa er en delstat i den centrale del af Nigeria. Den blev oprettet i 1996 og var tidligere en del af Plateau. Hovedstaden hedder Lafia.

## Geografi
Nasarawa grænser mod nord til delstaten Kaduna, mod nordvest til Federal Capital Territory, mod nordøst til delstaten Plateau, mod syd til delstaten Benue, og på en lang strækning også floden Benue; mod sydvest grænser den til delstaten Kogi og mod sydøst til delstaten Taraba.

### Inddeling
Delstaten er inddelt i 13 Local Government Areas med navnene: Akwanga, Awe, Doma, Karu, Keana, Keffi, Kokona, Lafia, Nassarawa, Nassarawa-Egon, Obi, Toto og Wamba.

## Erhvervsliv
Hovederhverv i Nassarawa er landbrug. Af råstoffer findes blandt andet salt og bauxit. 

## Eksterne kilder og henvisninger
1. ↑  nigerianstat.gov.ng (fra Wikidata).

- Delstatens officielle websted

8°32′N 8°18′Ø / 8.533°N 8.300°Ø